# Lysionotus sulphureoides
Lysionotus sulphureoides là một loài thực vật có hoa trong họ Tai voi. Loài này được H.W. Li & Yuan-X. Lu mô tả khoa học đầu tiên năm 2002.